# Jasmin Lewi
Jasmin Lewi, Yasmin Levy (יסמין לוי, ur. 23 grudnia 1975 w Jerozolimie) – izraelska piosenkarka. Wykonuje przede wszystkim muzykę sefardyjską, inspirowaną flamenco. Śpiewa w ladino, języku hiszpańskich Żydów. Charakterystyczną innowacją jest włączenie elementów flamenco i użycie takich instrumentów jak oud, skrzypce, wiolonczela i fortepian.
Urodziła się w Baka (starej części Jerozolimy). Jej ojciec, Jicchak Lewi, był pionierskim badaczem długiej i bogatej historii muzyki ladino i kultury diaspory hiszpańskich Żydów, co miało duży wpływ na jej późniejsze inspiracje artystyczne. Od dziecka była zainteresowana muzyką. 

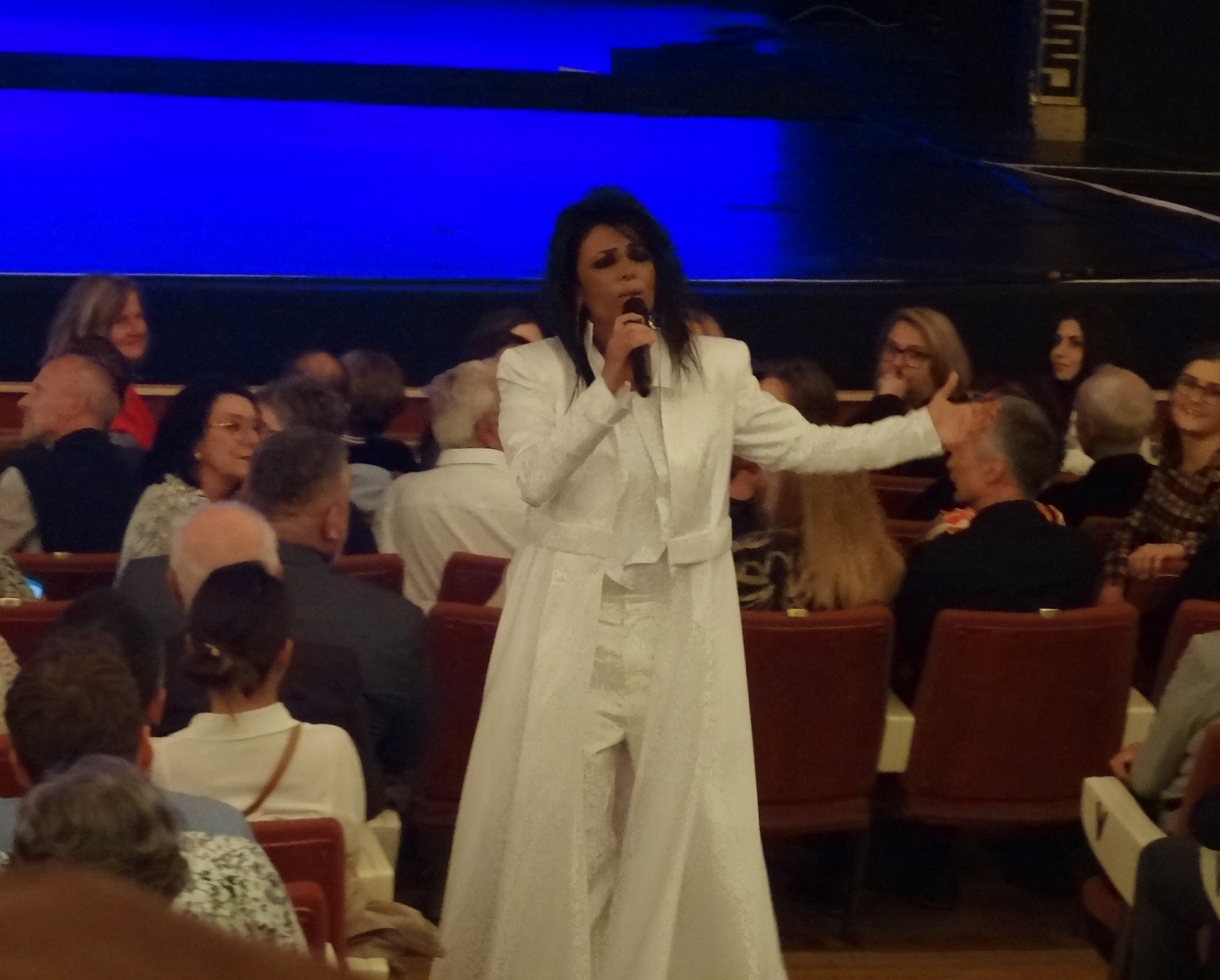
Yasmin Levy wśród publiczności na koncercie w Teatrze Wielkim w Warszawie, wrzesień 2022 r.

Pierwszy album Romance & Yasmin z 2000, dostał nominację w kategorii „najlepszy debiut” World Music Award magazynu muzycznego fRoots i programu BBC Radio 3. Drugi album La Judería (hiszp.: „Dzielnica żydowska”), zawiera m.in. popularne piosenki z filmu Vengo. W 2006 dostała kolejną nominację w kategorii „Culture Crossing”, a w 2007 w kategorii „Mid East & North Africa”.

## Dyskografia
| 2004                           | Romance & Yasmin - Data: 17 maja 2004 - Wydawca: MRA Records                              | –  | –  | –   | – |
| 2005                           | La Judería: Ladino Meets Flamenco - Data: 16 maja 2005 - Wydawca: SISU Home Entertainment | –  | –  | –   | – |
| 2007                           | Mano Suave - Data: 22 października 2007 - Wydawca: MRA Records                            | –  | –  | 144 | 8 |
| 2009                           | Sentir - Data: 21 września 2009 - Wydawca: Four Quarters Entertainment                    | 89 | –  | 161 | – |
| 2012                           | Libertad - Data: 8 października 2012 - Wydawca: World Village                             | –  | 43 | –   | – |
| „–” pozycja nie była notowana. |                                                                                           |    |    |     |   |